# Anne Parillaud
Anne Parillaud (ur. 6 maja 1960 w Paryżu) – francuska aktorka. Zagrała w ponad 30 filmach, od 1977 r. Najbardziej znana z roli Nikity w filmie o tym samym tytule.

## Życiorys
Parillaud uczyła się baletu, a jej wczesną ambicją było zostać prawnikiem. Rola teatralna podczas wakacji letnich – kiedy miała 16 lat – w przedstawieniu Michela Langa "Hotel na plaży" (L'hôtel de la plage ) spowodowała, że rozpoczęła karierę aktorską. 
Po międzynarodowym sukcesie Nikity Parillaud opuściła Francję, by zagrać w trzech filmach: Map of the Human Heart, Innocent Blood, i Frankie Starlight.
W 2010 r. zagrała we francuskim trillerze psychologicznym In Their Sleep, wyreżyserowanym przez Caroline du Potet i Erica du Potet.

### Życie prywatne
Pierwszym mężem Parillaud był Luc Besson, z którym ma córkę Juliette, urodzoną w 1987 r.
W 2005 r. wyszła za mąż za Jeana Michela Jarre’a. Rozwiedli się w 2010 r.
Ma dwóch synów, Lou i Theo, z producentem filmowym Markiem Allanem.

## Filmografia
- Un amour de sable (1977)
- L’Hôtel de la plage (1978)
- Écoute voir... (1979)
- Girls (1980)
- Patrizia (1980)
- Pour la peau d’un flic (1981)
- Le Battant (1983)
- Juillet en septembre (1988)
- Która godzina? (1989)
- Nikita (1990)
- Niewinna krew (1992)
- Map of the Human Heart (1993)
- À la folie (1994)
- Frankie Starlight (1995)
- Passage à l’acte (1996)
- Dead Girl (1996)
- Człowiek w żelaznej masce (1998)
- Shattered Image (1998)
- Une pour toutes (1999)
- Gangsters (2002)
- Sex Is Comedy (2002)